# Commercial Union Assurance Masters 1974
Il Masters 1974 (chiamato anche Commercial Union Assurance Masters 1974 per motivi di sponsorizzazione) è stato un torneo di tennis giocato sui campi in erba a Melbourne in Australia. È stata la 5ª edizione del torneo di singolare di fine anno ed era parte del Commercial Union Assurance Grand Prix 1974. Il torneo si è giocato dal 10 al 15 dicembre 1974.

## Campioni

### Singolare
Guillermo Vilas ha battuto in finale  Ilie Năstase con il punteggio di 7–6, 6–2, 3–6, 3–6, 6–4